# Georg Ohlson
Carl Georg Ohlson, född 30 maj 1874 i Malma, Västmanlands län, död 5 september 1957 i Myresjö, Jönköpings län, var en svensk militär (generalmajor).

## Biografi
Ohlson var son till brukspatronen Axel Ohlson och Maria Alm. Han tog mognadsexamen i Västerås 1893, officersexamen 1895 och gick på ridskolan 1901-1903. Ohlson blev underlöjtnant vid Svea artilleriregemente (A 1) 1896, fick transport till Andra Svea artilleriregemente (No 5) samma år och blev kapten vid regementet 1906. Han blev major vid Norrlands artilleriregemente (A 4) 1918, överstelöjtnant vid Smålands artilleriregemente (A 6) 1923 och var lärare vid artilleriskjutskolan 1922-1927. Ohlson var därefter chef för Gotlands artillerikår (A 7) 1926-1927, blev överste i armén 1926, var överste och chef för Norrlands artilleriregemente 1928-1934 samt blev generalmajor i generalitetet reserv 1934.
Ohlson gifte sig 1901 med Hedvig Mannerstråle (1880-1977). Ohlson avled 1957 och gravsattes på Skinnskattebergs kyrkogård.

## Utmärkelser
Ohlsons utmärkelser:
- Kommendör av 1. klass av Svärdsorden (KSO1kl)
- Kommendör av 1. klass av Finlands Vita Ros’ orden (KFinlVRO1kl)
- Konung Gustaf V:s olympiska minnesmedalj (GV:sO1M)